# Kid Capri
David Anthony Love, Jr. (Bronx, 7 de fevereiro de 1967) conhecido pelo nome artístico Kid Capri é um disc jockey e rapper estadunidense.

## Início da vida
Kid Capri nasceu no Bronx, na cidade de New York, New York, no Estados Unidos. Ele é o filho do músico David Love.
O DJ tem ascendência Africano-Americana e italiana.

## Carreira
Na década de 1970, Kid Capri começou a frequentar festas do quarteirão, começando sua carreira de DJ em 8 anos de idade Seu nome artístico foi tomada a partir de uma garota que, até à data, que acabou por ser "assassinado por acidente." Durante a aula, um dia, ela havia dito a ele, "Kid Capri soa como um bom nome para um DJ", e mais tarde ele levou sua sugestão. Ele finalmente chamou a atenção generalizada no Studio 54 e começou a vender seus sets com seu parceiro na época, Starchild.
Kid Capri tem deejayed por sete temporadas de Def Comedy Jam. Ele produziu faixas para Boogie Down Productions, Heavy D, Big L, o Grand Puba. Ele finalmente lançou um LP pela Warner Brothers Records intitulado The Tape em 1991. Ele apareceu no filme de 1993 Who's the Man?. Em 1997, Kid Capri assinou com a gravadora Columbia Records distribuídos os Pista Masters 'depois que ele apareceu em 1997 Puff Daddy e da Family World Tour. Ele foi posteriormente lançado Soundtrack to the Streets, em 1998.
Kid Capri tem sido envolvido em sua própria gravadora, não há Kid'n Records. Ele foi destaque na itshiphop.tv mostram a distribuição, na qual ele falou sobre seus projetos atuais e futuros, os seus pontos de vista sobre a cena hip hop do Japão, e a origem de seu nome artístico. Em 29 de julho de 2007, Kid Capri fez uma aparição durante a Rock The Sinos 2007 como DJ Rakim. Kid Capri também fez uma aparição como DJ Rakim durante o Rock The Sinos 2008 mostram em 19 de Julho de 2008, em Tinley Park, Illinois.
Kid tem sido caracterizado como juiz principal em Master of the Mix, a competição TV BET realidade em busca de melhor DJ do país de Smirnoff. Em março de 2012, Kid foi encomendado para remixar "Masterpiece", uma faixa exclusiva destaque no especial Smirnoff Nightlife edição do álbum de Madonna, MDNA.  Ele se juntou a ela para a festa de lançamento do álbum em Miami como uma parte do Winter Music Conference, eo álbum foi lançado em 26 de março de 2012.

## Discografia

### Álbuns
- The Tape (1991)
- 52 Beats (1992)
- Soundtrack to the Streets (1998)

### Singles
- Apollo (1991)
- Joke's On You Jack (1991)
- Put It On (com Big L) (1995)
- Unify (1998)

### Vídeos
- Put It On (1995 Big L's Lifestylez ov da Poor & Dangerous)
- We Celebrate (2007 Ghostface Killah's The Big Doe Rehab)[5]
- "Crossover" (1992 EPMD's Business Never Personal)

### Filmes
- Who's the Man? (1993)
- A Get2Gether (2005)